# DPPH
DPPH је честа скраћеница за органско једињење 2,2-дифенил-1-пикрилхидразил. Представља тамни кристаласти прах кога чине стабилни слободни радикали. DPPH има две битне примене: праћење хемијских реакција слободних радикала и стандард позиције и интензитета ЕСР сигнала.

## Својства и примена
има неколико кристалних форми које се разликују по симетрији кристалне решетке и по тачки топљења. Комерцијални прах је мешавина фаза која се топи на око 130 °C.  (т. т. 106 °C) је орторомбичан, DPPH-II (т. т. 137 °C) је аморфан и DPPH-III (т. т. 128–129 °C) је триклиничан.
DPPH је позната замка ("хватач") за друге радикале. Стога, брзина редукције при хемијској реакцији у којој учествује DPPH представља меру радикалске природе те реакције. Због оштрог пика апсорпције на 520 nm,  радикал има тамно-љубичасту боју у раствору, а постаје безбојан или жут када се редукује (неутрализује). Ово својство омогућава визуелно праћење реакције, а број радикала на почетку може се утврдити по промени апсорбанце на 520  или по ЕСР сигналу DPPH радикала.
Зато што је хватач радикала, он је јак инхибитор полимеризације слободнорадикалског механизма.
Као стабилан и добро карактеризован чврст извор радикала, DPPH је традиционалан и можда најпопуларнији стандард (g-фактор) за позицију и интензитет ЕСР сигнала - број радикала у свеже припремљеном узорку може се одредити мерењем тежине и ЕСР фактор цепања за DPPH калибрисан на g = 2.0036. DPPH сигнал је погодан јер је обично концентрисан само у једној линији, чији интензитет се повећава линеарно са квадратним кореном микроталасне снаге у ширем опсегу. Разређена природа DPPH радикала (један неспарен електрон на 41 атом) даје релативно малу ширину спектралне линије (1.5–4.7 Гауса). Међутим, ширина линије се повећава ако молекули растварача остану у кристалу и ако су мерења рађена на високим фреквенцијама (~200 GHz), где мала g-анизотропија DPPH радикала постаје приметна.
Иако је DPPH при нормалним условима парамагнетична чврста супстанца, прелази у антиферомагнетично стање при хлађењу на изузетно ниске температуре реда 0.3 K. Овај феномен је први пут уочио Александар Михајлович Прохоров 1963. године.